# Cellebrite
Cellebrite est une entreprise israélienne du domaine de la cybersécurité, spécialisée dans l’inforensique et l’exploitation des données des téléphones portables.

## Historique
La société est fondée en 1999 par Avi Yablonka, Yuval Aflalo et Yaron Baratz, et se consacre dans un premier temps sur des produits permettant aux vendeurs de téléphonie de transférer des données entre terminaux mobiles, par exemple lors de changement d’appareil ou pour récupérer le contenu d’un téléphone endommagé.
À partir de 2007, Cellebrite propose également outils d’extraction de données pour les forces de l’ordre, concernant à l’époque les assistants personnels (PDA) et les téléphones mobiles basiques. Au fur et à mesure du développement de téléphones plus avancés, aboutissants aux smartphones, les équipes de Cellebrite recherchent comment déverrouiller les terminaux et accéder aux données qu’ils contient, ce qui permet à leurs produits de s’adapter à un nombre important de téléphones du marché, comparativement à leurs concurrents.
L’entreprise japonaise Sun Corporation acquiert la majorité des parts de Cellebrite en 2007, mais la direction de Cellebrite conserve la gestion stratégique de la société. Une partie de ces parts est ensuite revendue en 2019 à Israel Growth Partners, un fonds d’investissement israélien.
En 2021, les équipes de Signal, menées par Moxie Marlinspike, expliquent être parvenues à fabriquer des fichiers qui, une fois extraits d’un téléphone par le logiciel de Cellebrite, peuvent exécuter des actions au niveau de ce logiciel, ce qui constitue une démonstration de failles critiques du logiciel,.

## Utilisations
Cellebrite est présente aux États-Unis en fournissant notamment le FBI depuis 2009, ainsi que d’autres services comme le Secret Service, la DEA et le service des douanes et de la protection des frontières. L’Union américaine pour les libertés civiles (ACLU) fait valoir à plusieurs occasions que l’utilisation des outils comme ceux de Cellebrite devrait être encadrée et limitée au cadre d’enquêtes en cours (comme c’est le cas pour les investigations sur des ordinateurs personnels), et non systématique,.
En Europe, les autorités allemandes utilisent Cellebrite ainsi que des produits concurrents, tout comme leurs homologues autrichiens. Certains pays comme l’Allemagne et l’Autriche, le Danemark, le Royaume-Uni et la Norvège utilisent massivement Cellebrite sur les téléphones de migrants et de demandeurs d’asile pour tenter de mieux comprendre leur passé et leurs intentions.
En juin 2019, la France achète pour sept millions d’euros d’équipement à l’entreprise, afin d’équiper les services de police, de gendarmerie ou des douanes. Les outils fournis sont testés sur des cas précis, comme le G7 de Biarritz, avant d’être déployés partout en France.

## Controverses

### Fuites de données
En 2017, l’entreprise subit une fuite de données.
En janvier 2023, un groupe d'hacktiviste, Enlace Hacktivista !, revendique être en possession de 1,7 To de données obtenues via un lanceur d'alerte interne.

### Cible des opposants politiques
La fuite de données de 2017 permet d’identifier plusieurs clients et de penser que les produits Cellebrite sont utilisés pour cibler des opposants politiques Elle révèle parmi les utilisateurs de Cellebrite la présence de la police turque, des ministères de l’intérieur du Bahreïn et des Émirats arabes unis. Dans le cas du Bahreïn, il est avéré que les logiciels Cellebrite ont servi contre des opposants politiques comme Abdali al-Singace.
En 2017 également, elle est utilisée par la junte birmane contre deux journalistes qui enquêtaient sur les exactions contre la minorité musulmane Rohingya selon des documents versés au dossiers de leur avocats.